# Dème de Sfakiótes
Le dème de Sfakiótes, en grec moderne : Δήμος Σφακιωτών / Dímos Sfakiotón, est un ancien dème du district régional de Leucade, en Grèce. Depuis 2010, il est fusionné au sein du dème de Leucade.
Selon le recensement de 2011, la population du dème compte 1 377 habitants.